# Gele anemoon
De gele anemoon (Anemone ranunculoides) is een lage vaste plant uit de ranonkelfamilie (Ranunculaceae). De soort is in Nederland met uitsterven bedreigd. De plant komt van nature voor in Centraal-Europa en West-Azië. In Nederland komt de plant alleen in Zuid-Limburg in het wild voor. Als stinsenplant bij buitenplaatsen is de gele anemoon in de rest van Nederland zeldzaam. Ook wordt de plant veel in siertuinen geplant. Als stinsenplant wordt de soort al in 1683 vermeld voor het Haarlemmerhout en Haagse Bos.
De plant wordt 15–25 cm hoog en heeft kruipende wortelstokken. De steel van de wortelbladeren is kaal. De stengelbladeren zijn vele malen langer dan de bladsteel.
De gele anemoon bloeit van maart tot mei met 1,5 cm grote, gele bloemen, die vaak met twee tot drie bij elkaar zitten. De meestal vijf bloemdekbladen, die botanisch gezien kelkbladeren zijn, zijn van buiten behaard.
De vrucht is een eenzadige dopvrucht. Aan het zaad zit een mierenbroodje.
De plant groeit op eutrofe, vochtige, vaak kalkhoudende grond in loofbossen, tussen hakhout en op dijken.
Het melksap van de gele anemoon is iets giftig, omdat de stof protoanemonine in het sap voorkomt.

## Plantengemeenschap
De gele anemoon is een kensoort voor de klasse van eiken- en beukenbossen op voedselrijke grond.

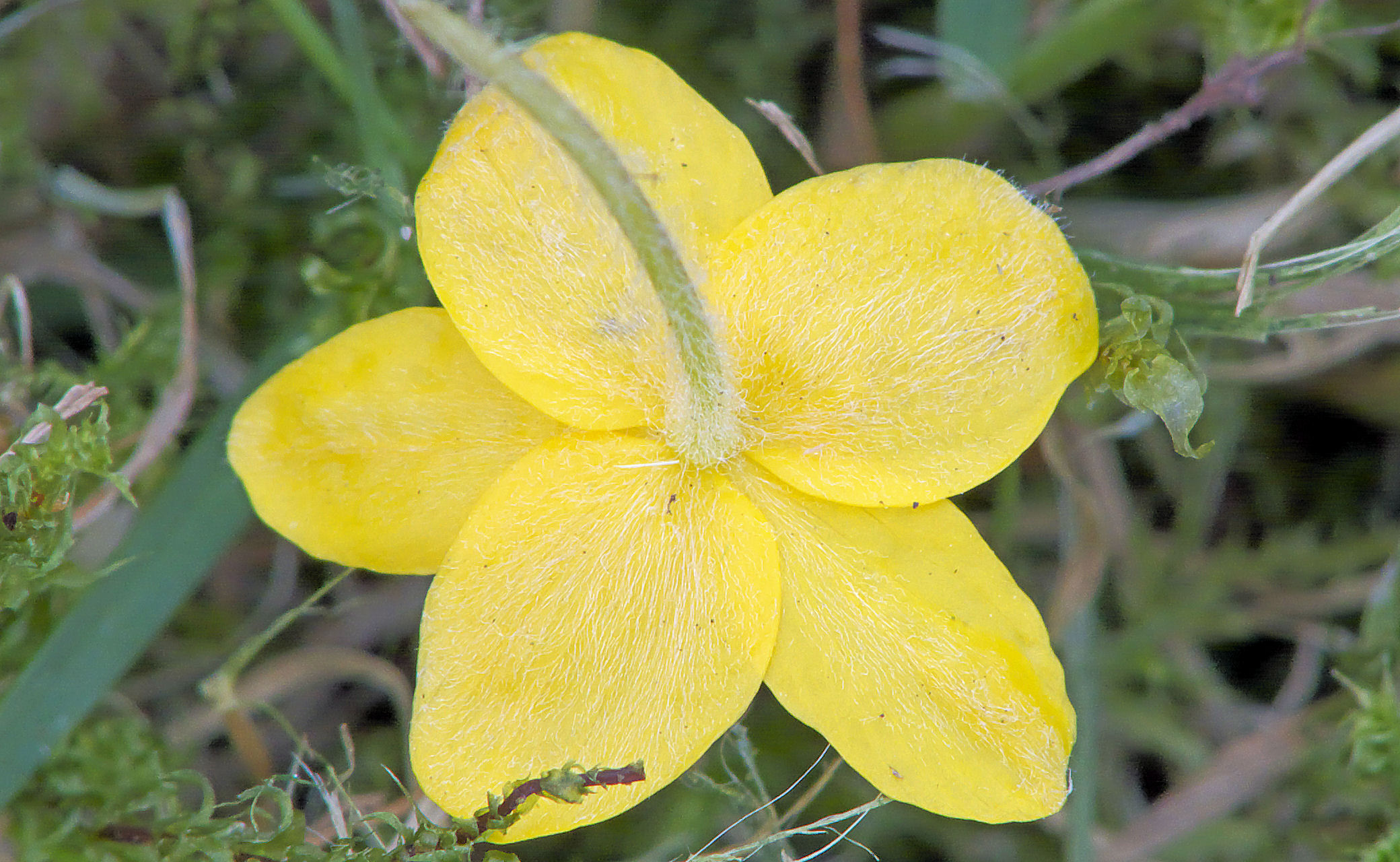
Buitenkant bloemdekbladen